# Thrixspermum roseum
Thrixspermum roseum är en orkidéart som beskrevs av Johannes Jacobus Smith. Thrixspermum roseum ingår i släktet Thrixspermum och familjen orkidéer. Inga underarter finns listade i Catalogue of Life.